# Pantolabus
Pantolabus – rodzaj morskich ryb z rodziny ostrobokowatych (Carangidae).

## Występowanie
Ocean Spokojny, Ocean Indyjski

## Klasyfikacja
Gatunki zaliczane do tego rodzaju:
- Pantolabus radiatus